# Наталинский сельский совет (Харьковская область)
Наталинский сельский совет — входит в состав Красноградского района Харьковской области Украины.
Административный центр сельского совета находится в селе Наталино.

## История
- 1920 — дата образования.

## Населённые пункты совета
- село Наталино
- село Ульяновка

### Ликвидированные населённые пункты
- посёлок Ленинское